# Cratere Udzha
Udzha  è un cratere sulla superficie di Marte.